# 부스러기 민족
부스러기 민족(독일어: Völkerabfälle)이란 프리드리히 엥겔스가 소수민족들을 가리켜 사용한 표현이다. 엥겔스는 소수민족이 사회발전의 역사적 과정에서 더 강력한 이웃 민족들에게 흡수된 옛 민족들이 미처 다 흡수되지 않고 남긴 "부스러기"이며, "반혁명적 광신의 표준적 담지자"가 되기 쉽다고 생각했다.
엥겔스가 직접 거론한 부스러기 민족의 예는 다음과 같다.
- 1640년-1745년 자코바이트의 난에서 스튜어트 왕조를 지지했던 게일인
- 1792년-1800년 올빼미당의 난에서 부르봉 왕조를 지지했던 브르타뉴인
- 1833년–1840년 제1차 카를로스파 전쟁에서 카를로스파를 지지한 바스크인
- 1848년 헝가리 혁명 때 헝가리인의 혁명에 반대해 봉기한 보이보디나의 세르브인